# 日本における2009年新型インフルエンザ

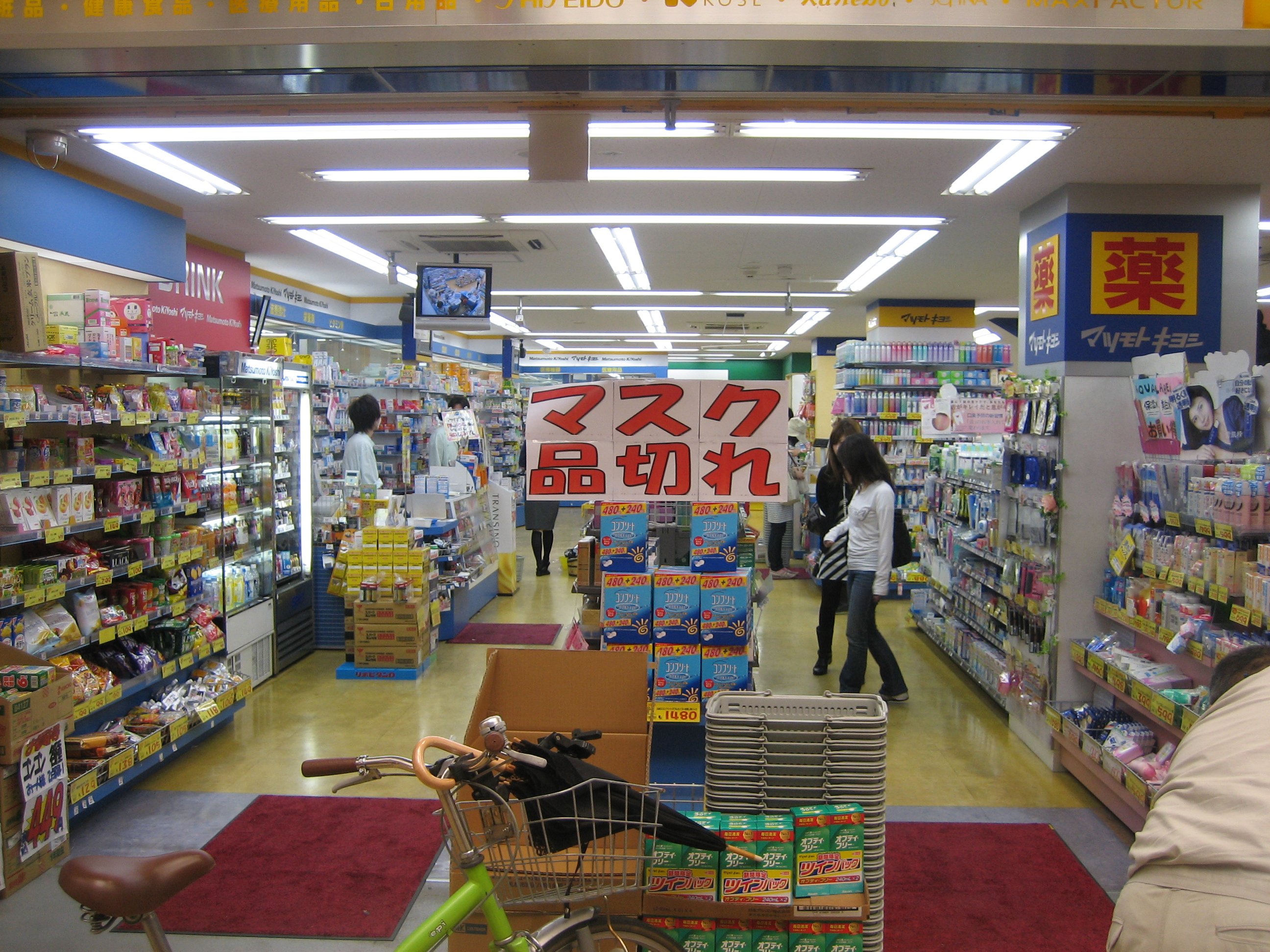
大阪や神戸などで新型インフルエンザが拡大していることを受け、マスクが各地で品薄となった。

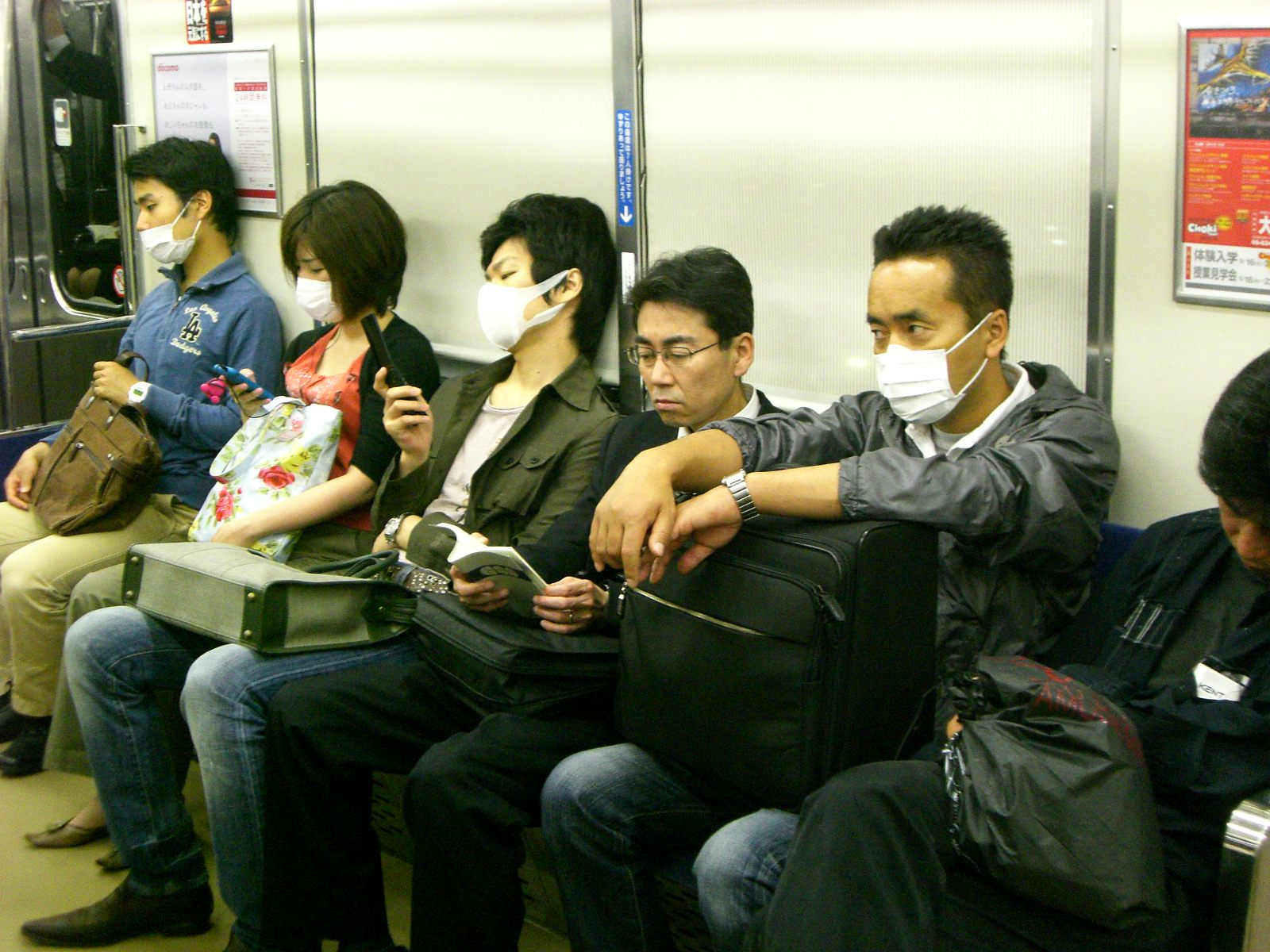
新型インフルエンザへの感染を防ぐため、マスクをして大阪の地下鉄に乗る人々

日本における2009年新型インフルエンザの感染は、2009年5月9日に成田空港での検疫でカナダの交流事業から帰国した高校生ら3人において初めて確認された。 5月16日には国内で初めての感染が確認され、その後兵庫県や大阪府の高校生を中心に急速に感染が拡大した。
当初は感染症の予防及び感染症の患者に対する医療に関する法律第6条第7項の「新型インフルエンザ等感染症」に分類され、感染者は強制入院の対象となっていたが、2009年6月19日に厚生労働省がこの方針を変更し、季節性インフルエンザとほぼ同等の扱いとなっている。また、同年7月24日からは感染者数の全数把握を中止し、クラスターサーベイランスに移行した

。
2010年1月3日までに、日本では203人が新型インフルエンザにより死亡したと発表されている 。 これらの死者は、気管支喘息や糖尿病などの基礎疾患（持病）を持っている者が多かった。しかし、死因が新型インフルエンザと確定しきれない例なども含まれている。
H1N1亜型は猛威を振るうことはなく、大量に蓄えられたオセルタミビル（タミフル）は不発に終わった。

## 背景と収束
2004年1月の山口県の養鶏場において、日本では79年ぶりにH5N1型の高病原性鳥インフルエンザが流行し、多くの鳥が死んでいる映像が報道され、行政によって大量処分がなされ大々的に注目されるようになり、2005年2月大分県で、続いて京都府で確認された。
また大韓民国・中華人民共和国・東南アジアで、鳥インフルエンザの流行が報道され、翌2006年から2008年でもH5N2型も含め日本の養鶏場から、また2008年4月には、十和田湖とサロマ湖で死んでいた白鳥からも、鳥インフルエンザウイルスが発見され、人間には感染しにくいが、インフルエンザウイルスは変異しやすいため、種を超えて数千万人の死者を出した1918年のスペインかぜのようなインフルエンザのパンデミックを引き起こしかねない、抗体をもつワクチンの製造には、6か月かかるため接種の優先順位を定め、国家レベルで重症化を防ぐために抗ウイルス薬のノイラミニダーゼ阻害薬（タミフルなど）を備蓄すべきだ、日本は対策が遅れていると、そのように世論が煽られていたさなかにあった。
本来、H5N1の鳥インフルエンザの予測と対策で論じられてきた脅威であったが、そのようなさなかに、H1N1亜型の新型インフルエンザ（豚インフルエンザが由来）のパンデミック宣言が2009年6月に世界保健機関からなされ、かつ死者は少ないことを喚起し、ほとんどが軽症で処置がなくても快復するものであり、致命的な症例の急激な拡大の性質がないものであった。
世界で新型インフルエンザの感染が報告されてから1か月、5月25日には、テレビ朝日のゴールデンタイムの報道番組「報道発ドキュメンタリ宣言」では、「緊急特集 感染拡大 WHO女性監視官は見た」として、WHO感染症監視対策チームの中村理子に関西での感染調査を依頼してそれを報道した。番組では、WHO新型インフル対策改訂メンバーの賀来満男は、今回の新型インフルエンザは病原性が低いため外出を控えることはないこと、まずタミフルで重症化を防ぐことが大切とコメントした。
大量に蓄えられた処方箋医薬品は不発に終わった。世界でも、欧州評議会は、国際的な豚インフルエンザ・キャンペーンは製薬会社の影響を受けているとして調査を開始。『BMJ』（英国医師会雑誌）もタミフル・キャンペーンとしてサイトを立ち上げ、備蓄に値するほどの有効性があるのか、調査を開始した。
日本でも同様に不発であり、参議院議員の山谷えり子も、インフルエンザワクチン確保の決定は正しくなかったと述べた。

## 感染の状況

日本での新型インフルエンザの感染状況（2009年）
死亡者が確認された都道府県
感染者が確認された都道府県
感染者がまだ確認されていない都道府県

厚生労働省は、重症化や死亡した例などを除いて、新型インフルエンザかどうかを調べるPCR（遺伝子）検査を当分の間行わなくてよいとしたため、現在の国内の正確な感染者数は不明である。国立感染症研究所が発表した、全国約5000カ所の定点医療機関での2009年11月18日現在の都道府県ごとに簡易検査でインフルエンザA型と診断された人数と、これら1医療機関あたりの人数を下の表に掲げる。また、この表には、2009年11月21日までの新型インフルエンザによる死者数（疑い含む）も含ませてある。
もちろん、全国の感染者数はずっと多く、2009年11月9日～11月15日に全国でインフルエンザに新たに感染した患者が推計で164万人、累計の患者数も902万人に上ることが2009年11月20日に国立感染症研究所から発表された 。
しかし、この新型インフルエンザは誰もが感染する可能性があり、予期せぬ重症化や死亡も小児を中心に多数報告されている。また、ウイルスの変異による強毒化などの可能性もあるため、引き続き警戒が必要である。
※1 新型か季節性かは不明だが、ほとんどは新型と考えてよい。
| 都道府県     | 感染（※1） | 1医療機関あたり | 死亡（疑い含む） |
| ------------ | ---------- | --------------- | ---------------- |
| 合計（全体） | 169095+    | 35.15+          | 68               |
| 愛知県       | 11447+     | 58.70+          | 7                |
| 大分県       | 3111+      | 53.64+          |                  |
| 石川県       | 2389+      | 49.77+          |                  |
| 山口県       | 3456+      | 48.68+          |                  |
| 新潟県       | 4557+      | 46.98+          |                  |
| 福岡県       | 9208+      | 46.51+          | 3                |
| 秋田県       | 2554+      | 46.44+          |                  |
| 滋賀県       | 2409+      | 46.33+          | 1                |
| 佐賀県       | 1729+      | 44.33+          |                  |
| 香川県       | 1950+      | 41.49+          |                  |
| 長野県       | 3625+      | 41.19+          | 1                |
| 鹿児島県     | 3721+      | 40.45+          | 1                |
| 宮崎県       | 2375+      | 40.25+          |                  |
| 高知県       | 1863+      | 38.81+          | 1                |
| 青森県       | 2517+      | 38.72+          | 1                |
| 三重県       | 2713+      | 37.68+          | 1                |
| 宮城県       | 3543+      | 37.29+          | 3                |
| 埼玉県       | 9197+      | 37.08+          | 3                |
| 山形県       | 1774+      | 36.96+          |                  |
| 岡山県       | 2954+      | 35.17+          |                  |
| 千葉県       | 7309+      | 35.14+          |                  |
| 長崎県       | 2442+      | 34.89+          |                  |
| 群馬県       | 3446+      | 34.46+          |                  |
| 岩手県       | 2191+      | 34.23+          | 1                |
| 広島県       | 3820+      | 33.22+          | 1                |
| 愛媛県       | 2002+      | 32.82+          |                  |
| 福島県       | 2616+      | 32.70+          |                  |
| 神奈川県     | 10509+     | 32.44+          | 8                |
| 沖縄県       | 1872+      | 32.28+          | 2                |
| 福井県       | 1029+      | 32.16+          | 1                |
| 兵庫県       | 6354+      | 31.93+          | 8                |
| 茨城県       | 3809+      | 31.74+          | 1                |
| 岐阜県       | 2742+      | 31.52+          |                  |
| 山梨県       | 1259+      | 31.48+          |                  |
| 栃木県       | 2365+      | 31.12+          | 2                |
| 京都府       | 3787+      | 30.54+          | 4                |
| 北海道       | 6767+      | 29.68+          | 3                |
| 富山県       | 1424+      | 29.67+          |                  |
| 徳島県       | 1135+      | 29.10+          |                  |
| 熊本県       | 2183+      | 27.29+          | 1                |
| 大阪府       | 8293+      | 27.19+          | 7                |
| 奈良県       | 1480+      | 26.91+          | 1                |
| 静岡県       | 3414+      | 25.67+          |                  |
| 和歌山県     | 1282+      | 25.64+          |                  |
| 東京都       | 7076+      | 24.57+          | 6                |
| 島根県       | 896+       | 23.58+          |                  |
| 鳥取県       | 501+       | 17.28+          |                  |

## 発生からの動き

### 2009年

#### 4月
- 4月28日
  - 日本政府は日本時間28日、フェーズ4を受けて「新型インフルエンザの発生」を宣言し、内閣総理大臣を本部長とする全閣僚参加の「新型インフルエンザ対策本部」設置[2- 6][2- 7]。メキシコを対象に、不要不急の渡航延期を求める感染症危険情報を出す（史上初の感染症危険情報）[2- 7]。
  - 日本では、成田国際空港・中部国際空港・関西国際空港でメキシコ・米国・カナダから到着した旅客機の機内検疫を開始[2- 8]。
  - 発信者を国立感染症研究所と詐称し「ブタインフルエンザに関する知識」などと題するファイルを添付した不審メールが出回っているとして、国立感染症研究所が注意喚起[2- 9]。

- 4月30日
  - ロサンゼルス空港発で成田空港に到着した旅客機内で検疫所が行った簡易検査で、日本人女性がA型インフルエンザ陽性と出るが、同日のウイルス検査でH3N2亜型（A香港型）と判明[3- 6]。

#### 5月
- 5月1日
  - 横浜市内の高校の男子生徒(17)[3- 7]、名古屋市内で受診した男性(33)[3- 8]、横田基地の米国人男子乳児[3- 9]が、相次いで「感染の疑い」となったが、それぞれ従来型のインフルエンザと判明したことが3日までに発表される。
    - 未明に舛添要一厚生労働相が横浜の事例を発表、男子生徒は市内在住[3- 10]。修学旅行（ホームステイし現地校に通う研修プログラム）でカナダのブリティッシュコロンビア州に4月10日から25日まで滞在していた[3- 10][3- 11]。夕方に、季節性インフルエンザと判明[3- 12]。
- 5月6日
  - 産経新聞が、東京都は感染が疑われる症例を国に届け出ていないと報道[2- 10]、東京都は同日、都の独自検査で把握した9例を公表した上で、国の「疑い例」よりも都の検査が幅広く行われていることを理由に、国に届け出る基準に該当しなかったと説明[2- 11]。厚生労働省インフルエンザ対策推進本部は「感染症法の趣旨から判断して、国が定める疑い例に該当する場合には、直ちに報告してほしい」[2- 11]。
- 5月7日
  - 舛添厚生労働大臣が7日の衆議院予算委員会で、新型インフルエンザ対策に関し、「毒性の高い鳥インフルエンザを想定したもので、経済活動、学校に問題があれば緩和する」[2- 12]。8日の会見では「フェーズ（警戒水準）が6に上がったら緊急対策本部を開き、学校の臨時休業措置など、行動計画の弾力的運用を検討したい」[2- 13]。
- 5月8日
  - 日本人の感染が初めて判明（シカゴ在住の6歳男児）したことが外務大臣会見で発表される[3- 13]。
  - 北九州市教育委員会は、新型インフルエンザが蔓延している国や地域から帰国した児童・生徒に、潜伏期間を考慮して、症状の有無にかかわらず帰国翌日から10日間出席を停止させると発表[2- 14]。その後、男児は快復した。
- 5月9日
  - 厚生労働省は9日午前、成田国際空港にて日本国内で初めて新型インフルエンザによる感染者が確認されたと発表。感染者は交流事業で、カナダでは感染者数が最多の[3- 14]オンタリオ州、オークビル市に短期留学していた大阪府の40代男性教諭と男子高校生2人の合計3人[3- 15]。現地で国会議事堂や大リーグの試合を見学。生徒の1人が、発熱後も地元高校で授業を受けた[3- 16]。最初に発熱した生徒は、地元病院で診察を受け、薬をのんで寝ており、お別れパーティーは欠席[3- 17]。
    - 感染者の交流事業参加者は、カナダよりデトロイト国際空港を経由後ノースウエスト航空NW25便とコンチネンタル航空CO6348便の共同運航便に搭乗した。交流事業参加者の近くに座っていた乗客47人と乗員2人は、検疫法に基づき10日間の停留措置が取られたが、感染者3人のうち1人は機外に出た後に症状を訴えたため、周囲の席に座っていた「濃厚接触者」となる一部の乗客がそのまま日本に入国し、連絡を取っている。なお、機外に一歩出れば、現行の検疫法では検疫や停留はできない[3- 18]。なお、感染者は千葉県成田市の感染症指定医療機関（成田赤十字病院）へ隔離入院した[3- 19][3- 20][3- 21]。
- 5月10日
  - 前日、感染が確認された3人の濃厚接触者として、成田空港に留め置かれていた大阪の男子高校生1人が新たに新型インフルエンザに感染していることが確認された。この男子高校生は、前日に感染が確認された3人とカナダで共に行動することが多かったという[3- 22]。
- 5月12日
  - 沖縄県嘉手納基地で、県、国、在沖米軍の衛生部門により、新型インフルエンザ対策について組織的な連携体制を確認するための合同対策会議（非公開）が開催された[9]。米軍は、嘉手納基地に到着した航空機の搭乗者について簡易検査を実施しているが、PCR検査はできないとのことで、米軍側からPCR検査の依頼があった場合、沖縄県衛生環境研究所が協力することになった[9]。
    - 検査依頼は 6月10日～8月10日の間に6 件あり、PCR検査によるA(H1N1)pdm09陽性例は4件であった[9]。
- 5月16日
  - 厚生労働省は、兵庫県神戸市内の県立高校に通う、海外渡航歴の無い高校3年生の男子生徒（17歳）について、新型インフルエンザへの感染が確認されたと発表した。日本での感染は初めて[3- 23]。その後、夜までに累計で高校生8人の感染が確認された[3- 24]。
  - 日本国政府は、この事態を受け、総理大臣官邸で新型インフルエンザ対策本部の幹事会を開き、新型インフルエンザ対策行動計画の対策レベルを第1段階（海外発生期）から第2段階（国内発生早期）に引き上げることを確認した[2- 15]。
- 5月17日
  - 16日に感染が確認された神戸、兵庫高校の生徒8人の「濃厚接触者」として161人がリストアップされ、自宅待機要請や健康状態の確認などがされた[2- 16]。

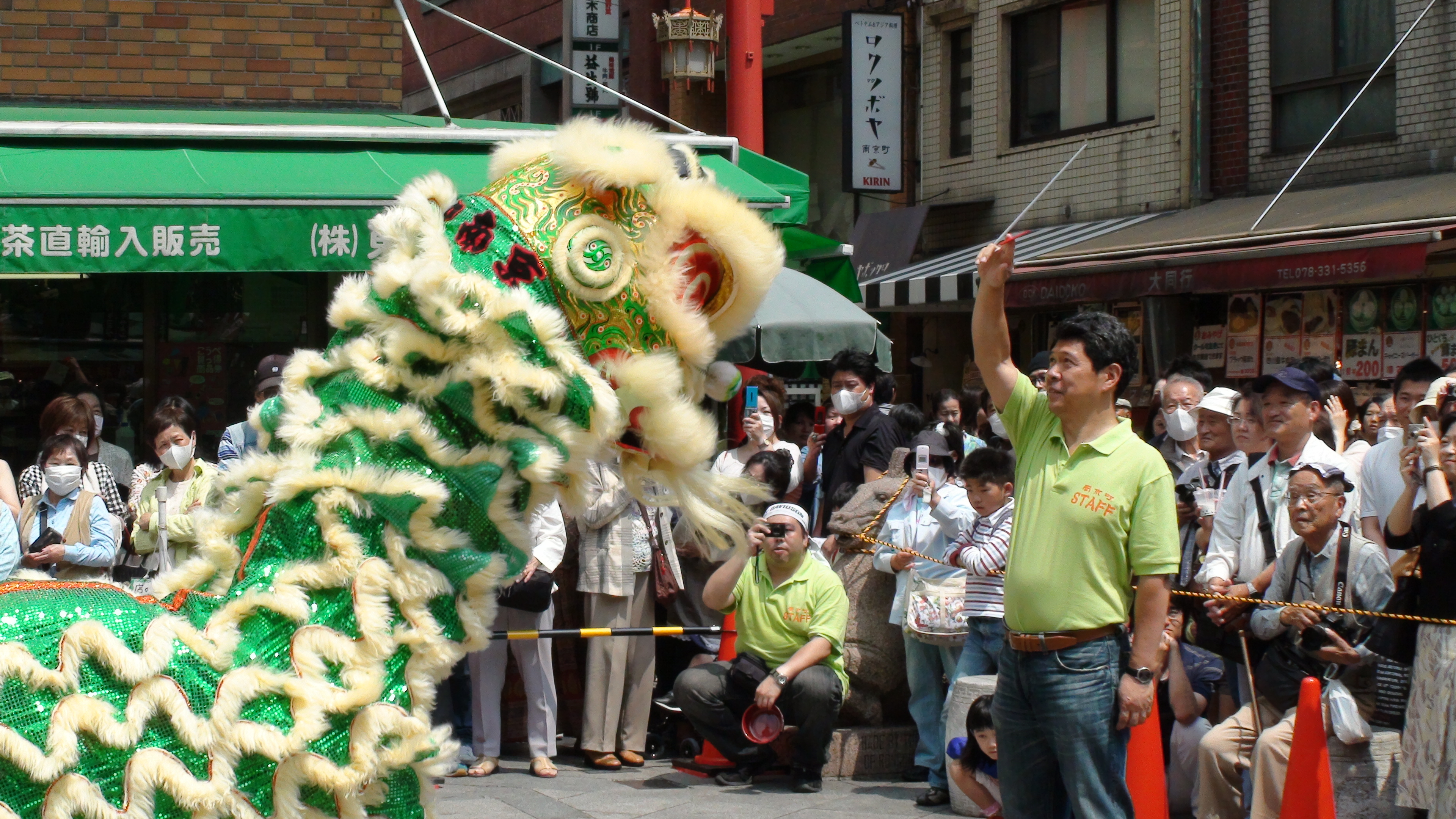
「加油！（がんばれ）南京町」
観光客激減の神戸で風評被害を払拭する臨時イベント。マスクをした多数の観光客で賑わった。（2009年5月24日）

  - この日までに国内で確認された患者数は、成田空港での検疫で見つかった4人を含め、2府県で累計96人になった[3- 25]。
- 5月18日
  - 厚生労働省は、大阪府や兵庫県に全中学、高校の臨時休校を要請した。これを受け、大阪府内では公立の全中高で、兵庫県内では公立の全小中高で、それぞれ臨時休校措置がとられた[2- 17]。
  - この日までに国内で確認された患者数は、成田空港での検疫で見つかった4人を含め、2府県で累計163人になった[3- 26]。
- 5月19日
  - 厚生労働省は19日、新型インフルエンザ患者の「濃厚接触者」が18日時点で約2900人に上っていることを明らかにした[2- 18]。
  - この日までに国内で確認された患者数は、成田空港での検疫で見つかった4人を含め、2府県で累計193人になった[3- 27]。
- 5月20日
  - 滋賀県は、大津市の23歳の男子大学生が新型インフルエンザに感染していることが確認されたと発表した。兵庫、大阪両府県以外での感染確認は初めてとなった。男性は15～17日、神戸市内を訪れていた[3- 28]。また、東京都と川崎市は、アメリカ・ニューヨークから同じ航空機で19日に帰国した川崎市内の高校に通う八王子市在住の16歳の女子生徒と川崎市在住の16歳の女子生徒の2人について、新型インフルエンザへの感染が確認されたと相次いで発表した[3- 29]。
  - この日までに国内で確認された患者数は、成田空港での検疫で見つかった4人を含め、5都府県で累計236人になった[3- 30]。
- 5月21日
  - 京都市は、同市内の10歳の小学生の男児について、新型インフルエンザへの感染が確認されたと発表した。京都府内では初[3- 31]。
  - 東京都は、米国から19日に帰国した目黒区の36歳の舞踏教師の女性が新型インフルエンザに感染したと発表した。この女性は同行者と2人で6～18日、米フロリダとサンフランシスコに滞在、19日夕にノースウエスト航空27便で成田空港に帰国していた[3- 32]。
  - この日までに国内で確認された患者数は、成田空港での検疫で見つかった4人を含め、6都府県で累計292人になった[3- 33]。
- 5月22日
  - 日本国政府は麻生首相と全閣僚による「新型インフルエンザ対策本部」の会合を開いた。この中で、新型インフルエンザが弱毒性であることを踏まえた新たな「基本的対処方針」を決定し、今後の対策を感染拡大の防止と糖尿病などの持病があり重篤化する恐れのある人の感染防止・治療に集中するとした[2- 19]。
  - また、厚生労働省別途「運用方針」を定め、「患者が少数で感染拡大防止に努めるべき地域」と「急速な患者数の増加が見られ重症化の防止に重点を置くべき地域」の二つに分類した。大阪府や兵庫県のような「急速な患者数の増加が見られ重症化の防止に重点を置くべき地域」に分類された地域では、一般の医療機関での診療や自宅療養を認めるなどをした[2- 20]。
  - このほか、水際対策も大幅に縮小され、メキシコ、米本土、カナダからの旅客便の一律の機内検疫は終了した。また、患者の周辺にいた旅客の停留措置も行わないこととした[2- 21]。
  - 埼玉県は、鷲宮町の29歳男性が新型がインフルエンザに感染したと発表した。埼玉県内では初[3- 34]。
  - この日昼までに国内で確認された患者数は、成田空港での検疫で見つかった5人を含め、7都府県で累計302人になった[3- 35]。
- 5月23日
  - 厚生労働省は、神戸市で初めて新型インフルエンザの国内感染が確認されて以来1週間の患者数の推移を公表し、「ここ数日は新規の発症者が減ってきた」との見方を明らかにした[2- 22]。
- 5月24日

- - この日までに国内で確認された患者数は、成田空港での検疫で見つかった6人を含め、7都府県で累計343人になった[3- 36]。
- 5月25日
  - この日休校措置が解除された兵庫県と大阪府で、小、中、高校や幼稚園、特別支援学校の約4700校で授業が再開された[2- 23]。
  - 福岡県は25日、同県志免町の妻の実家を訪れていた38歳の米国人男性が、新型インフルエンザに感染していることを確認したと発表した。福岡県内では初[3- 37]。
  - この日までに国内で確認された患者数は、成田空港での検疫で見つかった6人を含め、8都府県で累計348人になった[3- 38]。
- 5月26日
  - 静岡市は、市内在住の7歳の男児が新型インフルエンザに感染していることが確認されたと発表した。静岡県内では初[3- 39]。
  - この日までに国内で確認された患者数は、成田空港での検疫で見つかった8人を含め、9都府県で累計353人になった[3- 40]。
- 5月27日
  - 和歌山市は、市内に住む28歳の男性会社員の新型インフルエンザ感染を確認したと発表した。和歌山県内では初[3- 41]。
  - この日昼までに国内で確認された患者数は、成田空港での検疫で見つかった8人を含め、10都府県で累計361人になった[3- 42]。
- 5月28日
  - この日までに国内で確認された患者数は、成田空港での検疫で見つかった8人を含め、10都府県で累計367人になった[3- 43]。
- 5月29日
  - 製品評価技術基盤機構と国立感染症研究所は、関西での新型インフルエンザの集団感染は同一のウイルスで起きたと考えられると発表した。また、8日に成田空港の検疫で見つかった患者のウイルスとは別系統のもだったとした[4- 1]。
  - この日までに国内で確認された患者数は、成田空港での検疫で見つかった8人を含め、10都府県で累計370人になった[3- 44]。
- 5月30日
  - 千葉県は、成田空港内の飲食店従業員の19歳の女性が新型インフルエンザに感染したと発表した。千葉県内では初[3- 45]。
  - この日までに国内で確認された患者数は、成田空港での検疫で見つかった8人を含め、11都府県で累計377人になった[3- 46]。
- 5月31日
  - 新潟市は、アメリカから一時帰国していた市内在住の20歳代の女性が新型インフルエンザに感染したと発表した。新潟県内では初[3- 47]。
  - 山梨県は、アメリカから帰国した笛吹市の女性の新型インフルエンザ感染を確認したと発表した。山梨県内では初[3- 48]。
  - この日までに国内で確認された患者数は、成田空港での検疫で見つかった8人を含め、13都府県で累計379人になった[3- 49]。

#### 6月
- 6月1日
  - 愛知県は、丹羽郡の40歳代女性が新型インフルエンザに感染したと発表した。愛知県内での感染確認は初[3- 50]。
  - この日までに国内で確認された患者数は、成田空港での検疫で見つかった8人を含め、14都府県で累計382人になった[3- 51]。

- 6月2日
  - 山口県は、アメリカから萩市の実家に戻った30歳代女性が新型インフルエンザに感染したと発表した。また、徳島県も同じくアメリカから帰国した徳島市の20歳代女性が新型インフルエンザに感染したと発表した。山口県内、それに徳島県内での感染確認は初[3- 52]。
  - この日までに国内で確認された患者数は、成田空港での検疫で見つかった8人を含め、16都府県で累計393人になった[3- 53]。

- 6月3日
  - 兵庫県の井戸敏三知事は、新型インフルエンザについて安心宣言を出した。5月26日を最後に、高校生ルート以外の新たな感染も出ていないことなどから「安心して生活し、通常に活動できる状況にある」と判断された[2- 24]。
  - この日までに国内で確認された患者数は、成田空港での検疫で見つかった8人を含め、16都府県で累計406人になった[3- 54]。

- 6月4日
  - この日昼までに国内で確認された患者数は、成田空港での検疫で見つかった8人を含め、16都府県で累計410人になった[3- 55]。

- 6月5日
  - 厚生労働省は、年内に2000万人分の新型インフルエンザ用ワクチンを製造する方針を固めた[1- 1]。
  - この日までに国内で確認された患者数は、成田空港での検疫で見つかった8人を含め、16都府県で累計414人になった[3- 56]。

- 6月6日
  - この日までに国内で確認された患者数は、成田空港での検疫で見つかった8人を含め、16都府県で累計420人になった[3- 57]。

- 6月8日
  - この日までに国内で確認された患者数は、成田空港での検疫で見つかった8人を含め、16都府県で累計457人になった[3- 58]。

- 6月9日
  - 厚生労働省は、新型インフルエンザ用ワクチンを7月中旬に製造し始めると、年末までに約2500万人分を確保できるとの試算を明らかにした。前回打ち出した方針より500万人分の上方修正をした[1- 2]。
  - 岩手県は、盛岡市内の36歳の女性が新型インフルエンザに感染したと発表した。岩手県内では初[3- 59]。
  - 広島県は、東広島市の50歳代男性が新型インフルエンザに感染したと発表した。広島県内では初[3- 60]。
  - この日までに国内で確認された患者数は、成田空港での検疫で見つかった10人を含め、18都府県で累計485人になった[3- 61]。

- 6月10日
  - 宮城県と仙台市は、仙台市立病院を受診した盛岡市の22歳の女性が新型インフルエンザに感染したと発表した。宮城県内では初[3- 62]。
  - 鳥取県は、アメリカから帰国した8歳の女児が新型インフルエンザに感染したと発表した。鳥取県内では初[3- 63]。
  - この日までに国内で確認された患者数は、成田空港での検疫で見つかった10人を含め、20都府県で累計518人になった[3- 64]。

- 6月11日
  - 札幌市は、アメリカから帰国した市内の20歳代の男性が、新型インフルエンザに感染したと発表した。北海道内では初[3- 65]。
  - 秋田県は、仙北市の40歳代の女性が新型インフルエンザに感染したと発表した。秋田県内では初[3- 66]。
  - 厚生労働省は、全国約500か所の協力医療機関で、インフルエンザ患者全員の精密なウイルス調査を実施すると発表した[2- 25]。
  - この日昼までに国内で確認された患者数は、成田空港での検疫で見つかった10人を含め、22都道府県で累計532人になった[3- 67]。

- 6月12日
  - この日までに国内で確認された患者数は、成田空港での検疫で見つかった10人を含め、22都道府県で累計571人になった[3- 68]。

- 6月13日
  - 長野県は、ハワイから帰国した飯田市の27歳の女性が新型インフルエンザに感染したと発表した。長野県内では初[3- 69]。
  - この日までに国内で確認された患者数は、成田空港での検疫で見つかった10人を含め、23都道府県で累計593人になった[3- 70]。

- 6月14日
  - 鹿児島県は、鹿児島市内に帰省中の福岡市博多区在住の41歳の会社員男性が、新型インフルエンザに感染したと発表した。鹿児島県内では初[3- 71]。

- 6月15日
  - 三重県は、津市に帰省中だった名古屋市の18歳の男性が、新型インフルエンザに感染したと発表した。三重県内では初[3- 72]。
  - この日までに国内で確認された患者数は、成田空港での検疫で見つかった10人を含め、25都道府県で累計636人になった[3- 73]。

- 6月16日
  - 栃木県は、宇都宮市の幼児2人が新型インフルエンザに感染したと発表した。栃木県内では初[3- 74]。
  - 奈良県は、奈良市の20歳代の女性が新型インフルエンザに感染したと発表した。奈良県内では初[3- 75]。
  - 長崎県は、長崎市の29歳の女性が新型インフルエンザに感染したと発表した。長崎県内では初[3- 76]。
  - 岐阜県は、関ケ原町の8歳の男児と多治見市の10歳代の男性の2人が新型インフルエンザに感染したと発表した。岐阜県内では初[3- 77]。
  - 愛媛県は、伊予市の20歳代の男性が新型インフルエンザに感染したと発表した。愛媛県内では初[3- 78]。
  - この日までに国内で確認された患者数は、成田空港での検疫で見つかった10人を含め、30都道府県で累計661人になった[3- 79]。

- 6月17日
  - 茨城県は、つくば市内の研究所に勤務する36歳の男性職員が新型インフルエンザに感染したと発表した。茨城県内では初[3- 80]。
  - この日午前11時までに国内で確認された患者数は、成田空港での検疫で見つかった11人を含め、30都道府県で累計666人になった[3- 81]。

- 6月18日
  - 宮崎県は、日南市の43歳の女性が新型インフルエンザに感染したと発表した。宮崎県内では初[3- 82]。
  - 大分県は、日田市の10歳代の女性が新型インフルエンザに感染したと発表した。大分県内では初[3- 83]。
  - 厚生労働省は、秋以降に大流行が懸念される新型インフルエンザについて、国内対応を見直し、患者は原則入院せずに自宅療養とする方針を固めた[2- 26]。
  - この日午前11時までに国内で確認された患者数は、成田空港での検疫で見つかった11人を含め、31都道府県で累計689人になった[3- 84]。

- 6月19日
  - この日までに国内で確認された患者数は、成田空港での検疫で見つかった11人を含め、33都道府県で累計774人になった[3- 85]。

- 6月20日
  - この日までに国内で確認された患者数は、成田空港での検疫で見つかった11人を含め、33都道府県で累計818人になった[3- 86]。

- 6月21日
  - 香川県は、観音寺市の40歳代の男性が新型インフルエンザに感染したと発表した。香川県内では初[3- 87]。
  - 熊本県は、八代市の20歳代の女性が新型インフルエンザに感染したと発表した。熊本県内では初[3- 88]。
  - この日までに国内で確認された患者数は、成田空港での検疫で見つかった11人を含め、35都道府県で累計852人になった[3- 89]。

- 6月23日
  - 福島県は、フィリピンから帰国した県南地方の40歳代の男性が、新型インフルエンザに感染したと発表した。福島県内では初[3- 90]。
  - この日までに国内で確認された患者数は、成田空港での検疫で見つかった11人を含め、36都道府県で累計944人になった[3- 91]。

- 6月24日
  - 群馬県は、アメリカから帰国した36歳の男性会社員が新型インフルエンザに感染したと発表した。群馬県内では初[3- 92]。
  - 新型インフルエンザ対策を検討していた政府の諮問委員会の尾身茂委員長は、日本記者クラブで講演し、ワクチン接種の優先順位について、「重症化が懸念される子どもや妊婦のほか、患者の治療に当たる医療関係者を優先することに対して国民の合意は形成されていると思う」と述べた[1- 3]。

- 6月25日
  - 岡山県は、ハワイから帰国した岡山市の20歳代の女性が新型インフルエンザに感染したと発表した。岡山県内では初[3- 93]。
  - この日午前11時までに国内で確認された患者数は、成田空港での検疫で見つかった11人を含め、38都道府県で累計1003人になった[3- 94]。

- 6月26日
  - 観光立国担当相を兼務する金子国土交通相は、観光業で風評被害が広がっていることを受け、閣議後の記者会見で、「新型インフルエンザを理由に国内旅行を控える必要はありません」と述べた[3- 95]。
  - この日午前11時までに国内で確認された患者数は、成田空港での検疫で見つかった11人を含め、38都道府県で累計1048人になった[3- 96]。

- 6月27日
  - 佐賀県は、ベトナムから帰国した神埼市の20歳代の男性が新型インフルエンザに感染したと発表した。佐賀県内では初[3- 97]。

- 6月28日
  - 金沢市は、市内で開かれたフィギュアスケートショーへの参加で来日した20～30歳代のロシア人男女計3人が新型インフルエンザに感染したと発表した。石川県内では初[3- 98]。
  - 高知県は、南国市の30歳代の女性が新型インフルエンザに感染したと発表した。高知県内では初[3- 99]。
  - 厚生労働省は、新型インフルエンザの患者全員について報告を求めるのを７月中旬に中止することを明らかにした。その後は抜き出し調査に変更し、学校や職場などで複数の患者が出た場合の届け出は求め、集団発生の早期把握に重点を置く方針を示した[3- 100]。
  - この日までに国内で確認された患者数は、成田空港での検疫で見つかった11人を含め、41都道府県で累計1216人になった[3- 101]。

- 6月29日
  - 富山県は、アメリカから帰国した富山市の30歳代の男性が新型インフルエンザに感染したと発表した。富山県内では初[3- 102]。
  - 沖縄県は、オーストラリアから帰国した20歳代の男性が新型インフルエンザに感染したと発表した。沖縄県内では初[3- 103]。

- 6月30日
  - 島根県は、フィリピンから帰国した松江市の30代女性が新型インフルエンザに感染したと発表した。島根県内では初[3- 104]。
  - この日午前11時までに国内で確認された患者数は、成田空港での検疫で見つかった15人を含め、43都道府県で累計1281人になった[3- 105]。

#### 7月
- 7月1日
  - この日午前11時までに国内で確認された患者数は、成田空港での検疫で見つかった15人を含め、44都道府県で累計1351人になった[3- 106]。

- 7月2日
  - この日午前11時までに国内で確認された患者数は、成田空港での検疫で見つかった15人を含め、44都道府県で累計1443人になった[3- 107]。

- 7月3日
  - 大阪府は、大阪府内の新型インフルエンザ患者から、治療薬タミフルが効かない耐性ウイルスが検出されたことを明らかにした。国内で耐性ウイルス確認されたのは初めて[4- 2]。
  - 厚生労働省は、想定より製造効率が悪いことが判明したため、年内に製造できる新型インフルエンザ用のワクチン量を、2500万人分を製造するというこれまでの試算より約1000万人分下方修正し、1400万～1700万人分になるとの見通しを発表した[1- 4]。
  - この日午前11時までに国内で確認された患者数は、成田空港での検疫で見つかった15人を含め、44都道府県で累計1517人になった[3- 108]。

#### 8月
- 沖縄県宜野湾市の57歳男性が新型インフルエンザで死亡。日本初の死者。県によると、この男性は人工透析を受けており心臓に持病があったという[10]。
- 夏の甲子園大会において、選手や応援団に感染者が続出した。また24時間テレビ 「愛は地球を救う」に出演した芸能人などにも感染が広がり、「真夏のインフルエンザ大流行」として耳目を集めることとなった。

#### 10月
- 10月14日
  - 日本では26人が（疑い含む）新型インフルエンザにより死亡している[3- 109]。

#### 11月
- 11月6日
  - 国立感染症研究所によると、10月26日～11月1日に全国で新型インフルエンザに新たに感染した患者は推計で154万人、累計の患者数も585万人に上ることがわかった[3- 110]。

### 2010年

#### 3月
- 3月31日
  - 厚生労働省が新型インフルエンザの最初の流行が沈静化したとの見解を表明、第一波の終息を宣言[2- 27]。

## 第1波
2009年4月27日-6月18日：発熱相談センターへ相談の後、発熱外来を受診・検査
| 感染可能性                                                           |                                                                                     | 発熱、せき、鼻水、のどの痛み等の症状がある （症状がおさまった場合も含む） | 症状がない                 |
| -------------------------------------------------------------------- | ----------------------------------------------------------------------------------- | --- | -------------------------- |
| 感染が報告されている地域への渡航歴・滞在歴 （国内外）                | 日本における流行前線情報DB 学校サーベイランス(兵庫県) 薬局サーベイランス 神戸モデル | 発熱相談センターへ電話の後、症状等から新型インフルエンザに感染していると医師が疑う場合、発熱センターの指定日時に、指定された交通機関で、指定された入り口から、指定医療機関を受診し、PCR（遺伝子検査）等を行う。病院には高齢者・人工透析・心臓疾患・糖尿病・呼吸器疾患・妊婦・乳幼児など重症化/死亡する可能性のある人々が多数集まっているので、感染拡大・・感染者の重症化・死亡を防ぐため、発熱センターへ事前に連絡しないまま通院してはいけない。 | 発症前に診断することは困難 |
| 感染者または疑似症患者との接触歴 （2メートル以内に接近）             | 日本における流行前線情報DB 学校サーベイランス(兵庫県) 薬局サーベイランス 神戸モデル | 発熱相談センターへ電話の後、症状等から新型インフルエンザに感染していると医師が疑う場合、発熱センターの指定日時に、指定された交通機関で、指定された入り口から、指定医療機関を受診し、PCR（遺伝子検査）等を行う。病院には高齢者・人工透析・心臓疾患・糖尿病・呼吸器疾患・妊婦・乳幼児など重症化/死亡する可能性のある人々が多数集まっているので、感染拡大・・感染者の重症化・死亡を防ぐため、発熱センターへ事前に連絡しないまま通院してはいけない。 | 発症前に診断することは困難 |
| 周囲にインフルエンザ症状を呈する者が3名以上 （職場、学校、家族など） | 日本における流行前線情報DB 学校サーベイランス(兵庫県) 薬局サーベイランス 神戸モデル | 発熱相談センターへ電話の後、症状等から新型インフルエンザに感染していると医師が疑う場合、発熱センターの指定日時に、指定された交通機関で、指定された入り口から、指定医療機関を受診し、PCR（遺伝子検査）等を行う。病院には高齢者・人工透析・心臓疾患・糖尿病・呼吸器疾患・妊婦・乳幼児など重症化/死亡する可能性のある人々が多数集まっているので、感染拡大・・感染者の重症化・死亡を防ぐため、発熱センターへ事前に連絡しないまま通院してはいけない。 | 発症前に診断することは困難 |
| 周囲に他の疾患が流行していない                                       | 日本における流行前線情報DB 学校サーベイランス(兵庫県) 薬局サーベイランス 神戸モデル | 発熱相談センターへ電話の後、症状等から新型インフルエンザに感染していると医師が疑う場合、発熱センターの指定日時に、指定された交通機関で、指定された入り口から、指定医療機関を受診し、PCR（遺伝子検査）等を行う。病院には高齢者・人工透析・心臓疾患・糖尿病・呼吸器疾患・妊婦・乳幼児など重症化/死亡する可能性のある人々が多数集まっているので、感染拡大・・感染者の重症化・死亡を防ぐため、発熱センターへ事前に連絡しないまま通院してはいけない。 | 発症前に診断することは困難 |

6月19日以降は、通院前に電話で受診時間などを確認することを前提に、全診療機関で受診。

## 第2波
医師・看護師・救急関係者・保健所など関係者の献身的な努力により、日本は世界でもまれな著しい死亡率の低さを記録。
|                                         | 案内 (予防と受診)                                 | 急な発熱からタミフルなど投薬までの目標時間 | 重症 (呼吸困難・ 異常に早い呼吸・ けいれん・ 意識障害など) | 軽症 (急な38度以上の熱・ せき・ のどの痛みなど 通常の風邪と同程度) | 症状がない |
| --------------------------------------- | ------------------------------------------------- | ------------------------------------------ | --- | --- | --- |
| 妊娠中の女性                            | 日本産科婦人科学会 厚労省１、厚労省２ 薬･ワクチン | 5歳以下： 24時間以内 5歳以上： 48時間以内  | 小児： すぐに、小児救急電話相談(8000番)へ電話するか、救急車を呼ぶ。119番の際は、必ずインフルエンザの症状があると伝える。 大人： すぐに、救急車を呼ぶ(119番)。必ずインフルエンザの症状があると伝える。 | ■かかりつけ医がある場合 必ず、受診前にかかりつけ医に電話し、持病の病名を告げ、指示を確認。あらかじめ医師が許可した場合は、かかりつけ医への電話で抗インフルエンザ治療薬と慢性疾患治療薬のファックス処方が可能(右欄参照) ■近くの一般病院受診を指示された場合 必ず受診前に、通院予定の近くの一般病院(相談窓口)に電話し、通院時間・通院場所など確認し、指示に従って受診。総合病院や救急病院は避ける ■かかりつけ医がない場合 「近くの一般病院受診を指示された場合」と同じ ■家庭での投薬 重症化に備え、なるべく早期の通院を推奨、風邪薬・消炎鎮痛薬(処方薬・市販薬)などは、インフルエンザが重症化した際に治療薬の効果を阻害したり脳症が発生しやすいため、必ず、服用前に医師・薬局などへ確認。大人用の薬は子供に服用させてはならない(15歳以下は服用してはならない薬参照) | ■相談 感染時・感染拡大時の対応をあらかじめかかりつけ医と相談(感染時に受診する医療機関の確認、感染時に必要な薬など確認、感染・感染拡大に備えた常備薬の備蓄、感染時にインフルエンザ治療薬と同時に服用してはならない薬の確認など) ■ファックス処方が可能 定期受診患者と発熱時に発熱外来を受診した患者は、あらかじめファックス処方を申し込むと、以降本人は医療機関へ出かけることなく電話問診のみで、希望する薬局で家族が慢性疾患や抗インフルエンザなど必要な薬を受け取ることができる ■かかりつけ医がない場合 ぜんそくなど持病がある場合は、発症時対応可能な医療機関を探し、夜間・土日祝日の連絡先を確保 |
| 5歳以下の子供                           | 日本小児科学会 厚労省                             | 5歳以下： 24時間以内 5歳以上： 48時間以内  | 小児： すぐに、小児救急電話相談(8000番)へ電話するか、救急車を呼ぶ。119番の際は、必ずインフルエンザの症状があると伝える。 大人： すぐに、救急車を呼ぶ(119番)。必ずインフルエンザの症状があると伝える。 | ■かかりつけ医がある場合 必ず、受診前にかかりつけ医に電話し、持病の病名を告げ、指示を確認。あらかじめ医師が許可した場合は、かかりつけ医への電話で抗インフルエンザ治療薬と慢性疾患治療薬のファックス処方が可能(右欄参照) ■近くの一般病院受診を指示された場合 必ず受診前に、通院予定の近くの一般病院(相談窓口)に電話し、通院時間・通院場所など確認し、指示に従って受診。総合病院や救急病院は避ける ■かかりつけ医がない場合 「近くの一般病院受診を指示された場合」と同じ ■家庭での投薬 重症化に備え、なるべく早期の通院を推奨、風邪薬・消炎鎮痛薬(処方薬・市販薬)などは、インフルエンザが重症化した際に治療薬の効果を阻害したり脳症が発生しやすいため、必ず、服用前に医師・薬局などへ確認。大人用の薬は子供に服用させてはならない(15歳以下は服用してはならない薬参照) | ■相談 感染時・感染拡大時の対応をあらかじめかかりつけ医と相談(感染時に受診する医療機関の確認、感染時に必要な薬など確認、感染・感染拡大に備えた常備薬の備蓄、感染時にインフルエンザ治療薬と同時に服用してはならない薬の確認など) ■ファックス処方が可能 定期受診患者と発熱時に発熱外来を受診した患者は、あらかじめファックス処方を申し込むと、以降本人は医療機関へ出かけることなく電話問診のみで、希望する薬局で家族が慢性疾患や抗インフルエンザなど必要な薬を受け取ることができる ■かかりつけ医がない場合 ぜんそくなど持病がある場合は、発症時対応可能な医療機関を探し、夜間・土日祝日の連絡先を確保 |
| 慢性呼吸器疾患                          | 日本呼吸器学会 厚労省                             | 5歳以下： 24時間以内 5歳以上： 48時間以内  | 小児： すぐに、小児救急電話相談(8000番)へ電話するか、救急車を呼ぶ。119番の際は、必ずインフルエンザの症状があると伝える。 大人： すぐに、救急車を呼ぶ(119番)。必ずインフルエンザの症状があると伝える。 | ■かかりつけ医がある場合 必ず、受診前にかかりつけ医に電話し、持病の病名を告げ、指示を確認。あらかじめ医師が許可した場合は、かかりつけ医への電話で抗インフルエンザ治療薬と慢性疾患治療薬のファックス処方が可能(右欄参照) ■近くの一般病院受診を指示された場合 必ず受診前に、通院予定の近くの一般病院(相談窓口)に電話し、通院時間・通院場所など確認し、指示に従って受診。総合病院や救急病院は避ける ■かかりつけ医がない場合 「近くの一般病院受診を指示された場合」と同じ ■家庭での投薬 重症化に備え、なるべく早期の通院を推奨、風邪薬・消炎鎮痛薬(処方薬・市販薬)などは、インフルエンザが重症化した際に治療薬の効果を阻害したり脳症が発生しやすいため、必ず、服用前に医師・薬局などへ確認。大人用の薬は子供に服用させてはならない(15歳以下は服用してはならない薬参照) | ■相談 感染時・感染拡大時の対応をあらかじめかかりつけ医と相談(感染時に受診する医療機関の確認、感染時に必要な薬など確認、感染・感染拡大に備えた常備薬の備蓄、感染時にインフルエンザ治療薬と同時に服用してはならない薬の確認など) ■ファックス処方が可能 定期受診患者と発熱時に発熱外来を受診した患者は、あらかじめファックス処方を申し込むと、以降本人は医療機関へ出かけることなく電話問診のみで、希望する薬局で家族が慢性疾患や抗インフルエンザなど必要な薬を受け取ることができる ■かかりつけ医がない場合 ぜんそくなど持病がある場合は、発症時対応可能な医療機関を探し、夜間・土日祝日の連絡先を確保 |
| 代謝性疾患 (糖尿病など)                 | 糖尿病情報センター 厚労省１、厚労省２             | 5歳以下： 24時間以内 5歳以上： 48時間以内  | 小児： すぐに、小児救急電話相談(8000番)へ電話するか、救急車を呼ぶ。119番の際は、必ずインフルエンザの症状があると伝える。 大人： すぐに、救急車を呼ぶ(119番)。必ずインフルエンザの症状があると伝える。 | ■かかりつけ医がある場合 必ず、受診前にかかりつけ医に電話し、持病の病名を告げ、指示を確認。あらかじめ医師が許可した場合は、かかりつけ医への電話で抗インフルエンザ治療薬と慢性疾患治療薬のファックス処方が可能(右欄参照) ■近くの一般病院受診を指示された場合 必ず受診前に、通院予定の近くの一般病院(相談窓口)に電話し、通院時間・通院場所など確認し、指示に従って受診。総合病院や救急病院は避ける ■かかりつけ医がない場合 「近くの一般病院受診を指示された場合」と同じ ■家庭での投薬 重症化に備え、なるべく早期の通院を推奨、風邪薬・消炎鎮痛薬(処方薬・市販薬)などは、インフルエンザが重症化した際に治療薬の効果を阻害したり脳症が発生しやすいため、必ず、服用前に医師・薬局などへ確認。大人用の薬は子供に服用させてはならない(15歳以下は服用してはならない薬参照) | ■相談 感染時・感染拡大時の対応をあらかじめかかりつけ医と相談(感染時に受診する医療機関の確認、感染時に必要な薬など確認、感染・感染拡大に備えた常備薬の備蓄、感染時にインフルエンザ治療薬と同時に服用してはならない薬の確認など) ■ファックス処方が可能 定期受診患者と発熱時に発熱外来を受診した患者は、あらかじめファックス処方を申し込むと、以降本人は医療機関へ出かけることなく電話問診のみで、希望する薬局で家族が慢性疾患や抗インフルエンザなど必要な薬を受け取ることができる ■かかりつけ医がない場合 ぜんそくなど持病がある場合は、発症時対応可能な医療機関を探し、夜間・土日祝日の連絡先を確保 |
| 腎機能障害                              | 透析医会、厚労省                                  | 5歳以下： 24時間以内 5歳以上： 48時間以内  | 小児： すぐに、小児救急電話相談(8000番)へ電話するか、救急車を呼ぶ。119番の際は、必ずインフルエンザの症状があると伝える。 大人： すぐに、救急車を呼ぶ(119番)。必ずインフルエンザの症状があると伝える。 | ■かかりつけ医がある場合 必ず、受診前にかかりつけ医に電話し、持病の病名を告げ、指示を確認。あらかじめ医師が許可した場合は、かかりつけ医への電話で抗インフルエンザ治療薬と慢性疾患治療薬のファックス処方が可能(右欄参照) ■近くの一般病院受診を指示された場合 必ず受診前に、通院予定の近くの一般病院(相談窓口)に電話し、通院時間・通院場所など確認し、指示に従って受診。総合病院や救急病院は避ける ■かかりつけ医がない場合 「近くの一般病院受診を指示された場合」と同じ ■家庭での投薬 重症化に備え、なるべく早期の通院を推奨、風邪薬・消炎鎮痛薬(処方薬・市販薬)などは、インフルエンザが重症化した際に治療薬の効果を阻害したり脳症が発生しやすいため、必ず、服用前に医師・薬局などへ確認。大人用の薬は子供に服用させてはならない(15歳以下は服用してはならない薬参照) | ■相談 感染時・感染拡大時の対応をあらかじめかかりつけ医と相談(感染時に受診する医療機関の確認、感染時に必要な薬など確認、感染・感染拡大に備えた常備薬の備蓄、感染時にインフルエンザ治療薬と同時に服用してはならない薬の確認など) ■ファックス処方が可能 定期受診患者と発熱時に発熱外来を受診した患者は、あらかじめファックス処方を申し込むと、以降本人は医療機関へ出かけることなく電話問診のみで、希望する薬局で家族が慢性疾患や抗インフルエンザなど必要な薬を受け取ることができる ■かかりつけ医がない場合 ぜんそくなど持病がある場合は、発症時対応可能な医療機関を探し、夜間・土日祝日の連絡先を確保 |
| 免疫機能不全(癌など)                    | 日本癌学会 日本呼吸器学会                         | 5歳以下： 24時間以内 5歳以上： 48時間以内  | 小児： すぐに、小児救急電話相談(8000番)へ電話するか、救急車を呼ぶ。119番の際は、必ずインフルエンザの症状があると伝える。 大人： すぐに、救急車を呼ぶ(119番)。必ずインフルエンザの症状があると伝える。 | ■かかりつけ医がある場合 必ず、受診前にかかりつけ医に電話し、持病の病名を告げ、指示を確認。あらかじめ医師が許可した場合は、かかりつけ医への電話で抗インフルエンザ治療薬と慢性疾患治療薬のファックス処方が可能(右欄参照) ■近くの一般病院受診を指示された場合 必ず受診前に、通院予定の近くの一般病院(相談窓口)に電話し、通院時間・通院場所など確認し、指示に従って受診。総合病院や救急病院は避ける ■かかりつけ医がない場合 「近くの一般病院受診を指示された場合」と同じ ■家庭での投薬 重症化に備え、なるべく早期の通院を推奨、風邪薬・消炎鎮痛薬(処方薬・市販薬)などは、インフルエンザが重症化した際に治療薬の効果を阻害したり脳症が発生しやすいため、必ず、服用前に医師・薬局などへ確認。大人用の薬は子供に服用させてはならない(15歳以下は服用してはならない薬参照) | ■相談 感染時・感染拡大時の対応をあらかじめかかりつけ医と相談(感染時に受診する医療機関の確認、感染時に必要な薬など確認、感染・感染拡大に備えた常備薬の備蓄、感染時にインフルエンザ治療薬と同時に服用してはならない薬の確認など) ■ファックス処方が可能 定期受診患者と発熱時に発熱外来を受診した患者は、あらかじめファックス処方を申し込むと、以降本人は医療機関へ出かけることなく電話問診のみで、希望する薬局で家族が慢性疾患や抗インフルエンザなど必要な薬を受け取ることができる ■かかりつけ医がない場合 ぜんそくなど持病がある場合は、発症時対応可能な医療機関を探し、夜間・土日祝日の連絡先を確保 |
| 慢性心疾患                              | 日本呼吸器学会                                    | 5歳以下： 24時間以内 5歳以上： 48時間以内  | 小児： すぐに、小児救急電話相談(8000番)へ電話するか、救急車を呼ぶ。119番の際は、必ずインフルエンザの症状があると伝える。 大人： すぐに、救急車を呼ぶ(119番)。必ずインフルエンザの症状があると伝える。 | ■かかりつけ医がある場合 必ず、受診前にかかりつけ医に電話し、持病の病名を告げ、指示を確認。あらかじめ医師が許可した場合は、かかりつけ医への電話で抗インフルエンザ治療薬と慢性疾患治療薬のファックス処方が可能(右欄参照) ■近くの一般病院受診を指示された場合 必ず受診前に、通院予定の近くの一般病院(相談窓口)に電話し、通院時間・通院場所など確認し、指示に従って受診。総合病院や救急病院は避ける ■かかりつけ医がない場合 「近くの一般病院受診を指示された場合」と同じ ■家庭での投薬 重症化に備え、なるべく早期の通院を推奨、風邪薬・消炎鎮痛薬(処方薬・市販薬)などは、インフルエンザが重症化した際に治療薬の効果を阻害したり脳症が発生しやすいため、必ず、服用前に医師・薬局などへ確認。大人用の薬は子供に服用させてはならない(15歳以下は服用してはならない薬参照) | ■相談 感染時・感染拡大時の対応をあらかじめかかりつけ医と相談(感染時に受診する医療機関の確認、感染時に必要な薬など確認、感染・感染拡大に備えた常備薬の備蓄、感染時にインフルエンザ治療薬と同時に服用してはならない薬の確認など) ■ファックス処方が可能 定期受診患者と発熱時に発熱外来を受診した患者は、あらかじめファックス処方を申し込むと、以降本人は医療機関へ出かけることなく電話問診のみで、希望する薬局で家族が慢性疾患や抗インフルエンザなど必要な薬を受け取ることができる ■かかりつけ医がない場合 ぜんそくなど持病がある場合は、発症時対応可能な医療機関を探し、夜間・土日祝日の連絡先を確保 |
| 65歳以上の人                            | 日本呼吸器学会                                    | 5歳以下： 24時間以内 5歳以上： 48時間以内  | 小児： すぐに、小児救急電話相談(8000番)へ電話するか、救急車を呼ぶ。119番の際は、必ずインフルエンザの症状があると伝える。 大人： すぐに、救急車を呼ぶ(119番)。必ずインフルエンザの症状があると伝える。 | ■かかりつけ医がある場合 必ず、受診前にかかりつけ医に電話し、持病の病名を告げ、指示を確認。あらかじめ医師が許可した場合は、かかりつけ医への電話で抗インフルエンザ治療薬と慢性疾患治療薬のファックス処方が可能(右欄参照) ■近くの一般病院受診を指示された場合 必ず受診前に、通院予定の近くの一般病院(相談窓口)に電話し、通院時間・通院場所など確認し、指示に従って受診。総合病院や救急病院は避ける ■かかりつけ医がない場合 「近くの一般病院受診を指示された場合」と同じ ■家庭での投薬 重症化に備え、なるべく早期の通院を推奨、風邪薬・消炎鎮痛薬(処方薬・市販薬)などは、インフルエンザが重症化した際に治療薬の効果を阻害したり脳症が発生しやすいため、必ず、服用前に医師・薬局などへ確認。大人用の薬は子供に服用させてはならない(15歳以下は服用してはならない薬参照) | ■相談 感染時・感染拡大時の対応をあらかじめかかりつけ医と相談(感染時に受診する医療機関の確認、感染時に必要な薬など確認、感染・感染拡大に備えた常備薬の備蓄、感染時にインフルエンザ治療薬と同時に服用してはならない薬の確認など) ■ファックス処方が可能 定期受診患者と発熱時に発熱外来を受診した患者は、あらかじめファックス処方を申し込むと、以降本人は医療機関へ出かけることなく電話問診のみで、希望する薬局で家族が慢性疾患や抗インフルエンザなど必要な薬を受け取ることができる ■かかりつけ医がない場合 ぜんそくなど持病がある場合は、発症時対応可能な医療機関を探し、夜間・土日祝日の連絡先を確保 |
| かかりつけ医がある人 (発熱外来受診暦も) | 日本呼吸器学会                                    | 5歳以下： 24時間以内 5歳以上： 48時間以内  | 小児： すぐに、小児救急電話相談(8000番)へ電話するか、救急車を呼ぶ。119番の際は、必ずインフルエンザの症状があると伝える。 大人： すぐに、救急車を呼ぶ(119番)。必ずインフルエンザの症状があると伝える。 | ■かかりつけ医がある場合 必ず、受診前にかかりつけ医に電話し、持病の病名を告げ、指示を確認。あらかじめ医師が許可した場合は、かかりつけ医への電話で抗インフルエンザ治療薬と慢性疾患治療薬のファックス処方が可能(右欄参照) ■近くの一般病院受診を指示された場合 必ず受診前に、通院予定の近くの一般病院(相談窓口)に電話し、通院時間・通院場所など確認し、指示に従って受診。総合病院や救急病院は避ける ■かかりつけ医がない場合 「近くの一般病院受診を指示された場合」と同じ ■家庭での投薬 重症化に備え、なるべく早期の通院を推奨、風邪薬・消炎鎮痛薬(処方薬・市販薬)などは、インフルエンザが重症化した際に治療薬の効果を阻害したり脳症が発生しやすいため、必ず、服用前に医師・薬局などへ確認。大人用の薬は子供に服用させてはならない(15歳以下は服用してはならない薬参照) | ■相談 感染時・感染拡大時の対応をあらかじめかかりつけ医と相談(感染時に受診する医療機関の確認、感染時に必要な薬など確認、感染・感染拡大に備えた常備薬の備蓄、感染時にインフルエンザ治療薬と同時に服用してはならない薬の確認など) ■ファックス処方が可能 定期受診患者と発熱時に発熱外来を受診した患者は、あらかじめファックス処方を申し込むと、以降本人は医療機関へ出かけることなく電話問診のみで、希望する薬局で家族が慢性疾患や抗インフルエンザなど必要な薬を受け取ることができる ■かかりつけ医がない場合 ぜんそくなど持病がある場合は、発症時対応可能な医療機関を探し、夜間・土日祝日の連絡先を確保 |
| その他全ての人                          | 日本呼吸器学会                                    | 5歳以下： 24時間以内 5歳以上： 48時間以内  | 小児： すぐに、小児救急電話相談(8000番)へ電話するか、救急車を呼ぶ。119番の際は、必ずインフルエンザの症状があると伝える。 大人： すぐに、救急車を呼ぶ(119番)。必ずインフルエンザの症状があると伝える。 | ■かかりつけ医がある場合 必ず、受診前にかかりつけ医に電話し、持病の病名を告げ、指示を確認。あらかじめ医師が許可した場合は、かかりつけ医への電話で抗インフルエンザ治療薬と慢性疾患治療薬のファックス処方が可能(右欄参照) ■近くの一般病院受診を指示された場合 必ず受診前に、通院予定の近くの一般病院(相談窓口)に電話し、通院時間・通院場所など確認し、指示に従って受診。総合病院や救急病院は避ける ■かかりつけ医がない場合 「近くの一般病院受診を指示された場合」と同じ ■家庭での投薬 重症化に備え、なるべく早期の通院を推奨、風邪薬・消炎鎮痛薬(処方薬・市販薬)などは、インフルエンザが重症化した際に治療薬の効果を阻害したり脳症が発生しやすいため、必ず、服用前に医師・薬局などへ確認。大人用の薬は子供に服用させてはならない(15歳以下は服用してはならない薬参照) | 発症前に抗インフルエンザ薬を投与すべきでない。予防投与による薬剤耐性ウイルス出現が懸念されている。発症前の診断は困難 |

### ワクチン関連情報
1. ↑  “新型インフルワクチン、年内に2千万人分製造…厚労省方針”.   読売新聞 (2009年6月5日3時16分). 2009年10月10日閲覧。
2. ↑  “新型インフルワクチン、年内に2500万人分確保…厚労省”.   読売新聞 (2009年6月9日21時22分). 2009年10月10日閲覧。
3. ↑  “新型インフル、接種は子ども・妊婦優先…諮問委員長”.   読売新聞 (2009年6月24日23時48分). 2009年10月14日閲覧。
4. ↑  “新型用ワクチン、年内は試算より1千万人分減”.   読売新聞 (2009年7月3日19時6分). 2009年11月13日閲覧。

### 政府などの対応
1. ↑  “新型インフル、全医療機関で診療…厚労省が運用指針改定”.   読売新聞 (2009年6月19日). 2009年6月23日時点のオリジナルよりアーカイブ。2009年10月10日閲覧。
2. ↑  
厚生労働省 新型インフルエンザ対策推進本部事務局 (2009年7月24日). “新型インフルエンザ (A/H1N1) に係る今後のサーベイランス体制について” (PDF). 厚生労働省. 事務連絡 (各都道府県･保健所設置市･特別区 衛生主管部(局)長宛). 2024年4月16日閲覧。
3. ↑  
清水健二「新型インフルエンザ：全数把握を中止　集団監視に切り替え－－厚労省」『毎日新聞』毎日新聞社、2009年7月23日、東京朝刊 1頁 政治面。
4. ↑  “新型インフル再び拡大の恐れ、感染5000人突破”.   読売新聞 (2009年7月24日). 2009年7月27日時点のオリジナルよりアーカイブ。2009年10月10日閲覧。
5. ↑  インフルエンザウイルス分離・検出状況
6. ↑  政府、豚インフルで「対策本部」設置…首相を本部長に, YOMIURI ONLINE, 読売新聞社(2009-04-28). 2009-05-09閲覧.
7. 1 2  豚インフルエンザ：WHO、警戒引き上げ 日本政府、「新型」発生を宣言, 毎日jp, 毎日新聞社(2009-04-28). 2009-05-09閲覧.
8. ↑  新型インフルエンザ：国内3空港で機内検疫開始, 毎日jp, 毎日新聞社(2009-04-29). 2009-05-09閲覧.
9. ↑  「国立感染症研究所」を詐称したブタインフルエンザ関連メールにご注意ください, 国立感染症研究所(2009-04-28). 2009-05-09閲覧.
10. ↑  “【新型インフル】都が「疑い例」を届け出ず すでに数人”. MSN産経ニュース (産経新聞社). (2009年5月6日) 2009年5月9日閲覧。
11. 1 2  “【新型インフル】都の独自検査「疑い例」9件、「国への届け出基準に該当せず”. MSN産経ニュース (産経新聞社). (2009年5月6日) 2009年5月9日閲覧。
12. ↑  “新型インフル、感染2400人超す”. YOMIURI ONLINE (読売新聞社). (2009年5月8日) 2009年5月9日閲覧。
13. ↑  “【新型インフル】フェーズ6にも国内事情で柔軟対応 舛添厚労相”. 産経新聞. (2009年5月8日) 2009年5月9日閲覧。
14. ↑  
“帰国児童ら10日間出席停止 新型インフルで、北九州市教委”. 東京新聞 TOKYO Web. 共同通信社 (中日新聞社). (2009年5月8日) 2009年5月9日閲覧。
15. ↑  “新型インフル対策「国内発生早期」に引き上げ確認”.   読売新聞 (2009年5月16日15時58分). 2009年9月20日閲覧。
16. ↑  “新型インフル国内感染数96人に…成田検疫4人を含め”.   読売新聞 (2009年5月18日2時5分). 2009年9月21日閲覧。
17. ↑  “新型インフル、国内感染者130人に拡大”.   読売新聞 (2009年5月18日14時54分). 2009年9月22日閲覧。
18. ↑  “新型インフル「濃厚接触者」2900人に…厚労省”.   読売新聞 (2009年5月19日20時18分). 2009年9月22日閲覧。
19. ↑  “患者数で地域分けて対応、自宅療養も認める…政府新方針”.   読売新聞 (2009年5月22日3時14分). 2009年9月26日閲覧。
20. ↑  “患者数で地域分けて対応、自宅療養も認める…政府新方針”.   読売新聞 (2009年5月22日3時14分). 2009年9月26日閲覧。
21. ↑  “患者数で地域分けて対応、自宅療養も認める…政府新方針”.   読売新聞 (2009年5月22日3時14分). 2009年9月26日閲覧。
22. ↑  “新型インフル患者数、「新規発症は減少」と厚労省”.   読売新聞 (2009年5月23日20時33分). 2009年9月26日閲覧。
23. ↑  “兵庫・大阪の4700校で授業再開”.   読売新聞 (2009年5月25日13時35分). 2009年9月26日閲覧。
24. ↑  “新型インフル、兵庫県が「安心宣言」”.   読売新聞 (2009年6月3日10時58分). 2009年10月10日閲覧。
25. ↑  “全インフル患者のウイルスを検査…全国約500医療機関で”.   読売新聞 (2009年6月11日20時42分). 2009年10月10日閲覧。
26. ↑  “新型インフルなら原則自宅療養を…厚労省、対応見直し”.   読売新聞 (2009年6月18日3時7分). 2009年10月11日閲覧。
27. ↑  “新型インフル第一波は終息宣言　厚労省、検疫など検証” (日本語). 朝日新聞. (2010年3月31日) 2010年8月10日閲覧。

### 感染・感染疑い・死者情報
1. ↑  “新型インフル国内初確認…カナダ帰りの大阪の高校生ら3人”.   読売新聞 (2009年5月9日). 2009年5月11日時点のオリジナルよりアーカイブ。2009年10月10日閲覧。
2. ↑  “新型インフル、神戸で国内初の感染確認…渡航歴ない高3”.   読売新聞 (2009年5月16日). 2009年5月18日時点のオリジナルよりアーカイブ。2009年10月10日閲覧。
3. ↑  “新型インフルエンザ患者の国内発生について”.   厚生労働省 (2010年11月4日17時00分). 2011年10月9日閲覧。
4. ↑  “インフルエンザ流行レベルマップ”.   国立感染症研究所 (2009年11月18日). 2009年11月23日閲覧。
5. ↑  “都道府県別報告数・定点当たり報告数”.   国立感染症研究所 (2009年11月18日). 2009年11月23日閲覧。
6. ↑  “簡易検査で「A型ウイルス」陽性反応 米帰りの女性、成田空港”. 日経ネット (日本経済新聞社). (2009年4月30日) 2009年5月9日閲覧。
7. ↑  横浜の高校生、新型インフルでないと判明…厚労省, YOMIURI ONLINE, 読売新聞社(2009-05-02). 2009-05-09閲覧.
8. ↑  名古屋で受診の患者「新型インフルではない」…市が発表, YOMIURI ONLINE, 読売新聞社(2009-05-01). 2009-05-09閲覧.
9. ↑  横田基地の米国籍乳児、新型インフル感染なしと確認, YOMIURI ONLINE, 読売新聞社(2009-05-03). 2009-05-09閲覧.
10. 1 2  “新型インフル、日本初の感染疑い カナダ帰り、横浜の高校生”. 日経ネット (日本経済新聞社). (2009年5月1日) 2009年5月9日閲覧。
11. ↑  【新型インフル】研修旅行参加生徒の聞き取り開始, MSN産経ニュース,産経新聞社(2009-05-01). 2009-05-09閲覧.
12. ↑  “横浜市の高校生「新型インフルではない」 厚労省”. 日経ネット (日本経済新聞社). (2009年5月1日) 2009年5月9日閲覧。
13. ↑  新型インフル：日本人初 シカゴ在住男児が感染, 毎日.jp, 毎日新聞社(2009-05-08). 2009-05-09閲覧.
14. ↑  
“大阪の高校生ら訪問のオンタリオ州、感染者数カナダ最多”.   朝日新聞 (2009年5月9日11時52分). 2009年5月9日閲覧。
15. ↑  新型インフル、国内初の感染確認…大阪の高校生ら3人 Yomiru Online・2009年5月9日
16. ↑  
“新型インフルエンザ：国内初感染 生徒「友人が心配」 戸惑う高校側”.   毎日新聞 (2009年5月9日). 2009年5月9日閲覧。
17. ↑  
“「大丈夫なん？」 生徒らに全校集会で説明 府立高”.   朝日新聞 (2009年5月9日13時8分). 2009年5月9日閲覧。
18. ↑  “機外に一歩、法律対象外に＝隣席も停留できず-新型インフル感染”.   時事通信 (2009年5月09日13時21分). 2009年5月9日閲覧。
19. ↑  新インフル 国内初の感染確認 (NHK)
20. ↑  “【新型インフル】カナダから帰国の高校生ら3人感染確認 国内第1号”.   MSN産経ニュース (2009年5月9日). 2009年5月9日閲覧。
21. ↑  “UPDATE2: 国内初の新型インフルエンザ感染確認、大阪の高校生ら3人を隔離”.   ロイター (2009年5月9日). 2009年5月9日閲覧。
22. ↑  “男子高校生の新型インフル感染を確認、国内4人目”.   読売新聞 (2009年5月11日0時57分). 2009年9月20日閲覧。
23. ↑  “新型インフル、神戸で国内初の感染確認…渡航歴ない高3”.   読売新聞 (2009年5月16日11時58分). 2009年9月20日閲覧。
24. ↑  “神戸の感染確認、県立高2校の生徒8人に”.   読売新聞 (2009年5月17日1時57分). 2009年9月20日閲覧。
25. ↑  “新型インフル国内感染数96人に…成田検疫4人を含め”.   読売新聞 (2009年5月18日2時5分). 2009年9月21日閲覧。
26. ↑  “新型インフル国内感染者数163人に、休校4千校超す”.   読売新聞 (2009年5月19日3時8分). 2009年9月22日閲覧。
27. ↑  “大阪・兵庫でさらに増える…国内感染193人に”.   読売新聞 (2009年5月20日1時29分). 2009年9月22日閲覧。
28. ↑  “滋賀県で初の新型インフル感染者”.   読売新聞 (2009年5月20日10時2分). 2009年9月22日閲覧。
29. ↑  “東京・川崎で初の感染者、ＮＹから一緒に帰国の女子高生”.   読売新聞 (2009年5月21日1時49分). 2009年9月22日閲覧。
30. ↑  “新型インフル国内感染236人…滋賀でも1人確認”.   読売新聞 (2009年5月20日11時55分). 2009年9月22日閲覧。
31. ↑  “新型インフル、京都で初の感染者…10歳男児”.   読売新聞 (2009年5月21日20時42分). 2009年9月26日閲覧。
32. ↑  “新型インフル、東京で2例目確認…米から帰国の36歳女性”.   読売新聞 (2009年5月21日23時39分). 2009年9月26日閲覧。
33. ↑  “新型インフル、東京で2例目確認…米から帰国の36歳女性”.   読売新聞 (2009年5月21日23時39分). 2009年9月26日閲覧。
34. ↑  “埼玉県で感染者、成田でも韓国人…国内では計302人に”.   読売新聞 (2009年5月22日13時59分). 2009年9月26日閲覧。
35. ↑  “埼玉県で感染者、成田でも韓国人…国内では計302人に”.   読売新聞 (2009年5月22日13時59分). 2009年9月26日閲覧。
36. ↑  “都内の40代男性、成田の検査で感染確認…国内343人に”.   読売新聞 (2009年5月25日1時1分). 2009年9月26日閲覧。
37. ↑  “九州で初の新型インフル、成田からの米国人男性”.   読売新聞 (2009年5月26日1時1分). 2009年9月26日閲覧。
38. ↑  “九州で初の新型インフル、成田からの米国人男性”.   読売新聞 (2009年5月26日1時1分). 2009年9月26日閲覧。
39. ↑  “比から帰国の７歳男児が感染…国内感染者353人に”.   読売新聞 (2009年5月26日). 2009年5月27日時点のオリジナルよりアーカイブ。2009年9月26日閲覧。
40. ↑  “比から帰国の７歳男児が感染…国内感染者353人に”.   読売新聞 (2009年5月26日). 2009年5月27日時点のオリジナルよりアーカイブ。2009年9月26日閲覧。
41. ↑  “和歌山でも新型インフル感染確認、全国361人に”.   読売新聞 (2009年5月27日14時17分). 2009年9月26日閲覧。
42. ↑  “和歌山でも新型インフル感染確認、全国361人に”.   読売新聞 (2009年5月27日14時17分). 2009年9月26日閲覧。
43. ↑  “国内の新型インフル感染367人　新たに尼崎市の女児ら確認”.   47NEWS (2009年5月28日). 2011年7月17日時点のオリジナルよりアーカイブ。2009年9月29日閲覧。
44. ↑  “国内の感染370人に 新型インフルエンザ”.   47NEWS (2009年5月29日). 2011年7月17日時点のオリジナルよりアーカイブ。2009年10月8日閲覧。
45. ↑  “成田空港飲食店の女性従業員が新型インフル感染”.   読売新聞 (2009年5月30日21時19分). 2009年10月8日閲覧。
46. ↑  “成田空港飲食店の女性従業員が新型インフル感染”.   読売新聞 (2009年5月30日21時19分). 2009年10月8日閲覧。
47. ↑  “新潟で初の新型インフル感染確認、米国帰りの20歳代女性”.   読売新聞 (2009年5月31日0時52分). 2009年10月8日閲覧。
48. ↑  “山梨県で新型インフル確認…NYから帰国、笛吹市の女性”.   読売新聞 (2009年5月31日22時14分). 2009年10月8日閲覧。
49. ↑  “山梨県で新型インフル確認…NYから帰国、笛吹市の女性”.   読売新聞 (2009年5月31日22時14分). 2009年10月8日閲覧。
50. ↑  “愛知県で新型インフル初確認、ハワイから帰国の40代女性”.   読売新聞 (2009年6月1日19時51分). 2009年10月10日閲覧。
51. ↑  “愛知県で新型インフル初確認、ハワイから帰国の40代女性”.   読売新聞 (2009年6月1日19時51分). 2009年10月10日閲覧。
52. ↑  “新型インフル、山口などで新たに確認…感染393人に”.   読売新聞 (2009年6月3日1時29分). 2009年10月10日閲覧。
53. ↑  “新型インフル、山口などで新たに確認…感染393人に”.   読売新聞 (2009年6月3日1時29分). 2009年10月10日閲覧。
54. ↑  “新型インフル、国内の感染者406人に”.   読売新聞 (2009年6月4日1時14分). 2009年10月10日閲覧。
55. ↑  “新型インフル、国内の感染者410人に”.   読売新聞 (2009年6月4日12時58分). 2009年10月10日閲覧。
56. ↑  “新型インフル、国内感染者414人に”.   読売新聞 (2009年6月6日0時58分). 2009年10月10日閲覧。
57. ↑  “新型インフル、国内感染者420人に”.   読売新聞 (2009年6月7日0時34分). 2009年10月10日閲覧。
58. ↑  “新型インフル、国内感染者457人に”.   読売新聞 (2009年6月9日1時45分). 2009年10月10日閲覧。
59. ↑  “東北地方で初確認…新型インフル、国内感染者485人に”.   読売新聞 (2009年6月10日1時43分). 2009年10月10日閲覧。
60. ↑  “新型インフルエンザ（インフルエンザA／H1N1）患者の発生について”.   広島県 (2009年6月9日). 2009年10月10日閲覧。
61. ↑  “東北地方で初確認…新型インフル、国内感染者485人に”.   読売新聞 (2009年6月10日1時43分). 2009年10月10日閲覧。
62. ↑  “新型インフル、宮城で初の感染確認”.   読売新聞 (2009年6月10日17時48分). 2009年10月10日閲覧。
63. ↑  “県内における新型インフルエンザ患者の確定について（第1報）”.   鳥取県 (2009年6月10日). 2009年10月10日閲覧。
64. ↑  “新型インフル、国内感染者500人を突破”.   読売新聞 (2009年6月11日1時17分). 2009年10月10日閲覧。
65. ↑  “札幌市の20歳代男性が新型インフル感染…北海道で初”.   読売新聞 (2009年6月11日19時24分). 2009年10月10日閲覧。
66. ↑  “新型インフルエンザの県内発生宣言”.   秋田県 (2009年6月11日). 2009年10月10日閲覧。
67. ↑  “新型インフル感染、東京の高校生らも…国内は532人に”.   読売新聞 (2009年6月11日14時28分). 2009年10月10日閲覧。
68. ↑  “新型インフル、都内で新たに3人…国内感染571人に”.   読売新聞 (2009年6月13日0時50分). 2009年10月10日閲覧。
69. ↑  “新型インフル、国内感染者593人に”.   読売新聞 (2009年6月14日0時23分). 2009年10月10日閲覧。
70. ↑  “新型インフル、国内感染者593人に”.   読売新聞 (2009年6月14日0時23分). 2009年10月10日閲覧。
71. ↑  “鹿児島県、初の新型インフルエンザ確認”.   読売新聞 (2009年6月14日1時46分). 2009年10月11日閲覧。
72. ↑  “新型インフルエンザ患者の県内発生について”.   三重県 (2009年6月15日). 2009年10月11日閲覧。
73. ↑  “帝京大が八王子キャンパスなど休校、学生が新型インフル感染”.   読売新聞 (2009年6月16日1時59分). 2009年10月11日閲覧。
74. ↑  “栃木県内での新型インフルエンザ患者発生に伴う県の対応について”.   栃木県 (2009年6月16日). 2009年10月11日閲覧。
75. ↑  “新型インフルエンザ患者の発生について（第1報）”.   奈良県 (2009年6月16日). 2009年10月11日閲覧。
76. ↑  “長崎県での新型インフルエンザ発生に関する知事コメント”.   長崎県 (2009年6月16日). 2009年10月11日閲覧。
77. ↑  “新型インフル　初の感染確認　岐阜県など対応追われる”.   読売新聞 (2009年6月18日). 2009年10月11日閲覧。
78. ↑  “愛媛県で初の新型インフルエンザに感染確認　20歳代男性　愛媛”.   産経新聞 (2009年6月17日2時26分). 2009年10月11日閲覧。
79. ↑  “新型インフル、都内で新たに3人感染確認”.   読売新聞 (2009年6月17日1時23分). 2009年10月11日閲覧。
80. ↑  “新型インフル、茨城で初確認”.   読売新聞 (2009年6月17日14時25分). 2009年10月11日閲覧。
81. ↑  “新型感染者が655人に―30都道府県に拡大”.   医療介護CBニュース (2009年6月17日19時19分). 2009年10月11日閲覧。
82. ↑  “国内の新型感染者が31都道府県678人に”.   医療介護CB news (2009年6月18日18時30分). 2009年10月11日閲覧。
83. ↑  “新型インフルエンザの患者に関する情報”.   大分県 (2009年6月18日). 2009年10月11日閲覧。
84. ↑  “国内の新型感染者が31都道府県678人に”.   医療介護CB news (2009年6月18日18時18分). 2009年10月11日閲覧。
85. ↑  “新型インフル感染、全国で774人に”.   読売新聞 (2009年6月19日21時34分). 2009年10月11日閲覧。
86. ↑  “新型インフル、国内感染者800人超える”.   読売新聞 (2009年6月20日22時48分). 2009年10月11日閲覧。
87. ↑  “新型インフルエンザ患者発生の概要について”.   香川県 (2009年6月21日). 2009年10月11日閲覧。
88. ↑  “6月21日報道資料（新型インフルエンザ（A／H1N1）患者（確定例）について”.   熊本県 (2009年6月21日). 2009年10月11日閲覧。
89. ↑  “香川と熊本で新型インフル患者を初めて確認”.   読売新聞 (2009年6月22日1時12分). 2009年10月11日閲覧。
90. ↑  “福島で初の新型インフル感染確認、国内感染者は944人に”.   読売新聞 (2009年6月24日1時46分). 2009年10月14日閲覧。
91. ↑  “福島で初の新型インフル感染確認、国内感染者は944人に”.   読売新聞 (2009年6月24日1時46分). 2009年10月14日閲覧。
92. ↑  “群馬県における新型インフルエンザ患者の発生について”.   群馬県 (2009年6月24日). 2009年10月14日閲覧。
93. ↑  “第5回対策本部会議　6月25日 開催結果”.   岡山県 (2009年6月25日). 2009年10月14日閲覧。
94. ↑  “新型インフル、国内の感染者1000人超す…世界で8番目”.   読売新聞 (2009年6月25日11時16分). 2009年10月14日閲覧。
95. ↑  “新型インフル、国交相が安全宣言…国内旅行にお墨付き”.   読売新聞 (2009年6月26日11時55分). 2009年10月14日閲覧。
96. ↑  “国内での新型感染者が1037人に”.   医療介護CB news (2009年6月26日18時26分). 2009年10月14日閲覧。
97. ↑  “県内で新型インフルエンザが確認されました（6月27日）”.   佐賀県 (2009年6月27日). 2009年10月14日閲覧。
98. ↑  “ロシア人3人が新型インフル…スケートショーで来日”.   読売新聞 (2009年6月29日0時52分). 2009年10月14日閲覧。
99. ↑  “新型インフルエンザ県内発生知事コメント”.   高知県 (2009年6月28日). 2009年10月14日閲覧。
100. ↑  “新型インフルの全患者調査、7月中旬に中止…厚労省”.   読売新聞 (2009年6月28日19時05分). 2009年10月14日閲覧。
101. ↑  “ロシア人3人が新型インフル…スケートショーで来日”.   読売新聞 (2009年6月29日0時52分). 2009年10月14日閲覧。
102. ↑  “県内で初めての新型インフルエンザの発生が確認されました（6月28日）”.   富山県 (2009年6月29日). 2009年10月14日閲覧。
103. ↑  “新型インフルエンザ患者の発生について”.   沖縄県 (2009年6月29日). 2009年10月15日閲覧。
104. ↑  “新型インフルエンザ患者の発生について”.   島根県 (2009年7月1日). 2009年11月13日閲覧。
105. ↑  “国内での新型感染者が43都道府県1266人に”.   医療介護CB news (2009年6月30日19時30分). 2009年10月15日閲覧。
106. ↑  “国内での新型感染者が44都道府県1336人に”.   医療介護CB news (2009年7月1日17時12分). 2009年11月13日閲覧。
107. ↑  “国内での新型感染者が1428人に”.   医療介護CB news (2009年7月2日). 2009年11月13日閲覧。
108. ↑  “国内での新型感染者が1502人に”.   医療介護CB news (2009年7月3日). 2009年11月13日閲覧。
109. ↑  “兵庫県西宮市で新型インフル感染の8歳女児死亡　国内26人目”.   産経新聞 (2009年10月14日21時8分). 2009年10月14日閲覧。
110. ↑  “新型インフル　新たな患者１５４万人”.   日テレNEWS24 (2009年11月06日17時00分). 2009年11月17日閲覧。

### ウイルス・疾患関連
1. ↑  “新型インフル、関西の集団感染は同一ウイルスか…遺伝子解読”.   読売新聞 (2009年5月29日21時58分). 2009年10月8日閲覧。
2. ↑  “新型インフル、国内初のタミフル耐性ウイルス…大阪で確認”.   読売新聞 (2009年7月3日1時41分). 2009年11月13日閲覧。

### 第1波
1. ↑  症例定義厚生労働省　2009年5月22日
2. ↑  症例定義改訂版　1ページ目、2ページ目、5ページ目　28(4)厚生労働省　2009年5月22日
3. ↑  症例定義詳細
4. ↑  症状がない場合厚生労働省　2009年5月22日
5. ↑  厚生労働省 (2009-10-02), 指針, 厚生労働省ホームページ > 健康 > 感染症情報 > 新型インフルエンザ 2009年10月2日閲覧。

### 第2波
1. ↑  新型インフルエンザの発生動向厚生労働省 2009年12月25日
2. 1 2  インフルエンザかな？症状がある方々へ厚生労働省
3. 1 2  インフルエンザ脳症ガイドライン岡山大学大学院医歯薬学総合研究科 小児医科学
4. 1 2  fax処方厚生労働省保険局医療課　2009年5月26日
5. 1 2  新型インフルエンザに関連する診療報酬の取扱について日本病院薬剤師会 2009年5月27日
6. 1 2  fax処方せんの再診料算定可能医療経営ナビ　2009年06月05日

### 未分類
1. ↑  当時は大阪市営地下鉄。現・大阪市高速電気軌道（大阪メトロ）。
2. ↑  岡田晴恵、田代真人・監修『史上最強のウイルス12の警告―新型インフルエンザの脅威』文藝春秋〈文春文庫〉、2008年、13-15, 40-41, 61-63, 99, 104頁。ISBN 978-4-16-775310-8。
3. ↑  田中繁宏「2009年新型インフルエンザウイルスA（H1N1）の流行とその対策についての一考察」『武庫川女子大学紀要. 自然科学編』第57巻、2010年3月31日、1-8頁、doi:10.14993/00000494、NAID 120005999687。
4. ↑  Chan M (2010年6月8日). “WHO Director-General's letter to BMJ editors”.  World Health Organization (WHO). 2011年1月30日時点のオリジナルよりアーカイブ。2011年1月30日閲覧。
5. ↑  “報道発 ドキュメンタリ宣言”.   価格.com テレビ紹介情報 (2009年5月25日). 2018年4月20日閲覧。
6. ↑  Flynn, Paul (2010年3月23日). “The handling of the H1N1 pandemic: more transparency needed” (PDF).   memorandum, Social, Health and Family Affairs Committee, The Council of Europe. 2018年4月10日閲覧。
7. ↑  Tamiflu campaign (BMJ)
8. 1 2 3 4 5 6 7 8 9 10 11 12 13 14 15 16 17 18 19 20 21 22 23 24 25  “新型インフルエンザに関する報道発表資料”.   厚生労働省 (2009年11月21日). 2009年11月22日閲覧。
9. 1 2 3  平良勝也、岡野祥、仁平稔、久高潤、糸数清正、玉那覇康二、中村正治「沖縄県における新型インフルエンザ(H1N1)2009パンデミック発生への検査対応」（pdf）『沖縄県衛生環境研究所報』第44巻、2010年、109-114頁、ISSN 13410636、2020年7月15日閲覧。
10. ↑  新型インフル国内初の死者、沖縄の57歳男性 読売新聞 2009年8月16日